# السياحة في كينيا

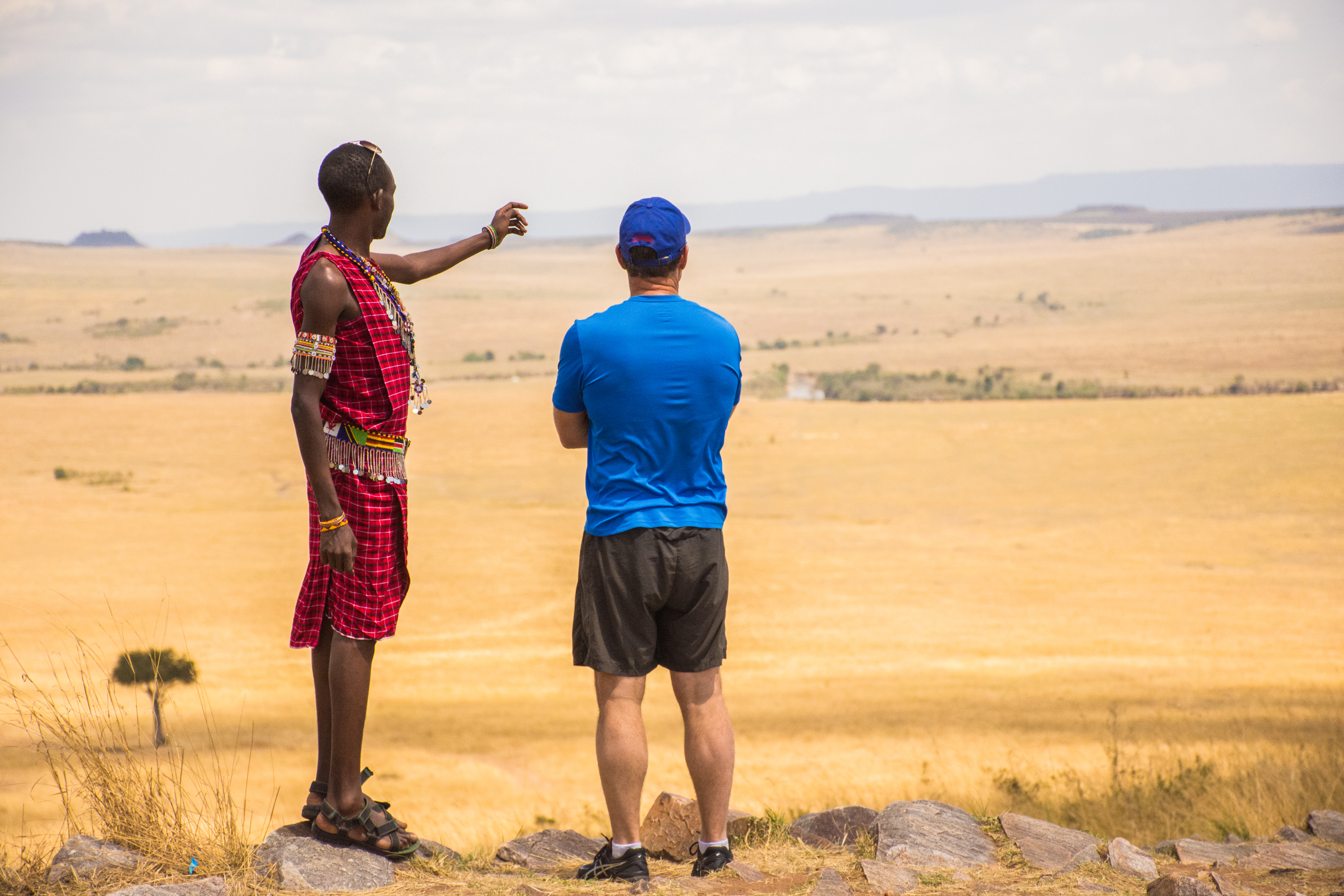
مرشد سياحي يقوم بإرشاد أحد السياح

تعد السياحة في كينيا ثاني أكبر مصادر العملة الأجنبية في البلاد بعد الفلاحة.
حيث تسهم السياحة في الاقتصاد الكيني بأكثر مما يسهم به أي نشاط اقتصادي آخر ماعدا إنتاج وبيع البن. ويزور كينيا أكثر من 500,000 سائح سنوياً، للاستمتاع بالمناظر الطبيعية الجميلة للمنطقة الساحلية، وخصوصًا لمشاهدة الحيوانات البرية وتصويرها أثناء رحلات السفاري. ويزيد ما تدره السياحة على البلاد على 200 مليون دولار أمريكي سنويًا. كما يوفر النشاط السياحي فرص العمل لأكثر من 40,000 كيني.

## التاريخ

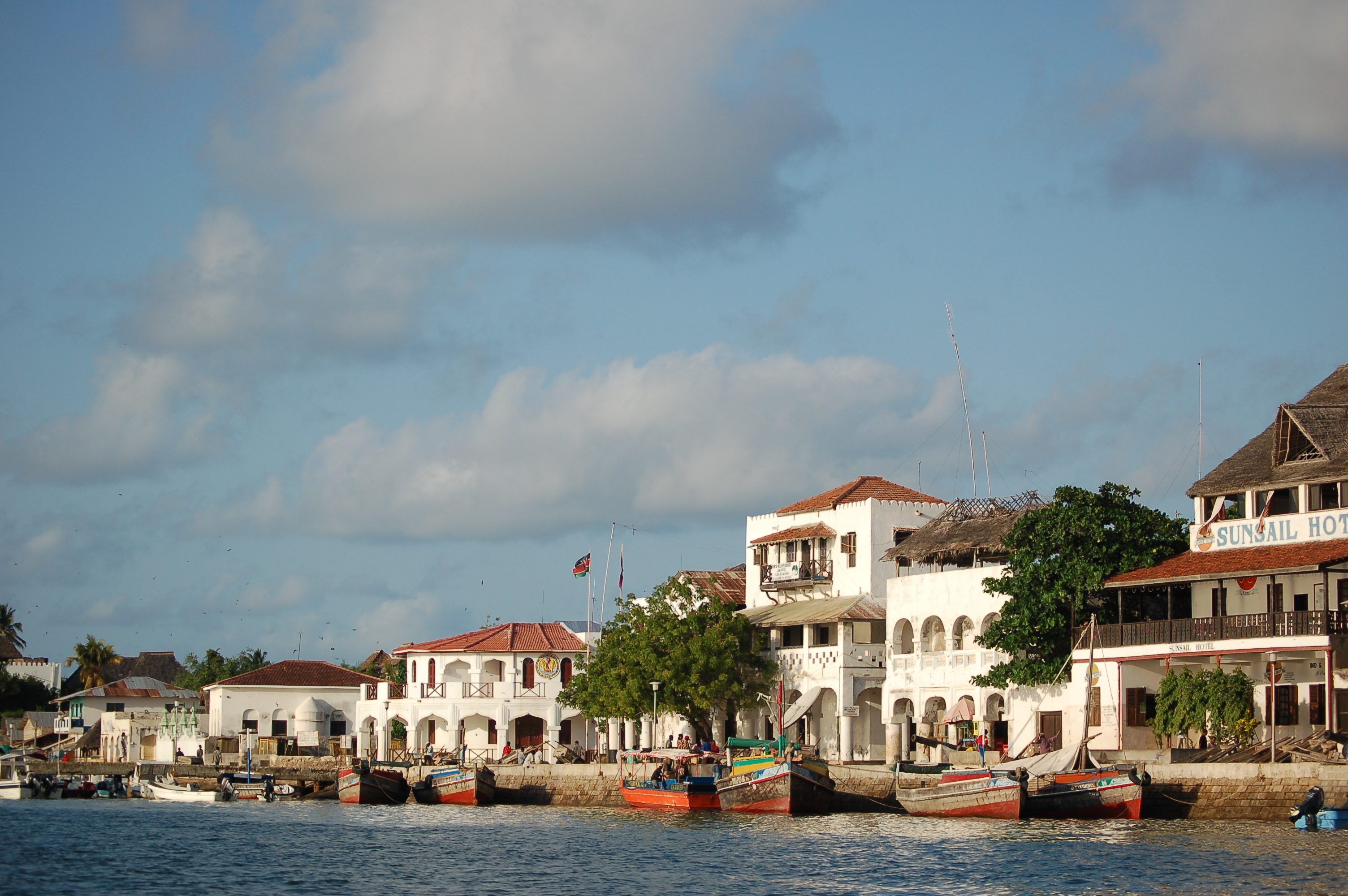
مدينة لامو القديمة

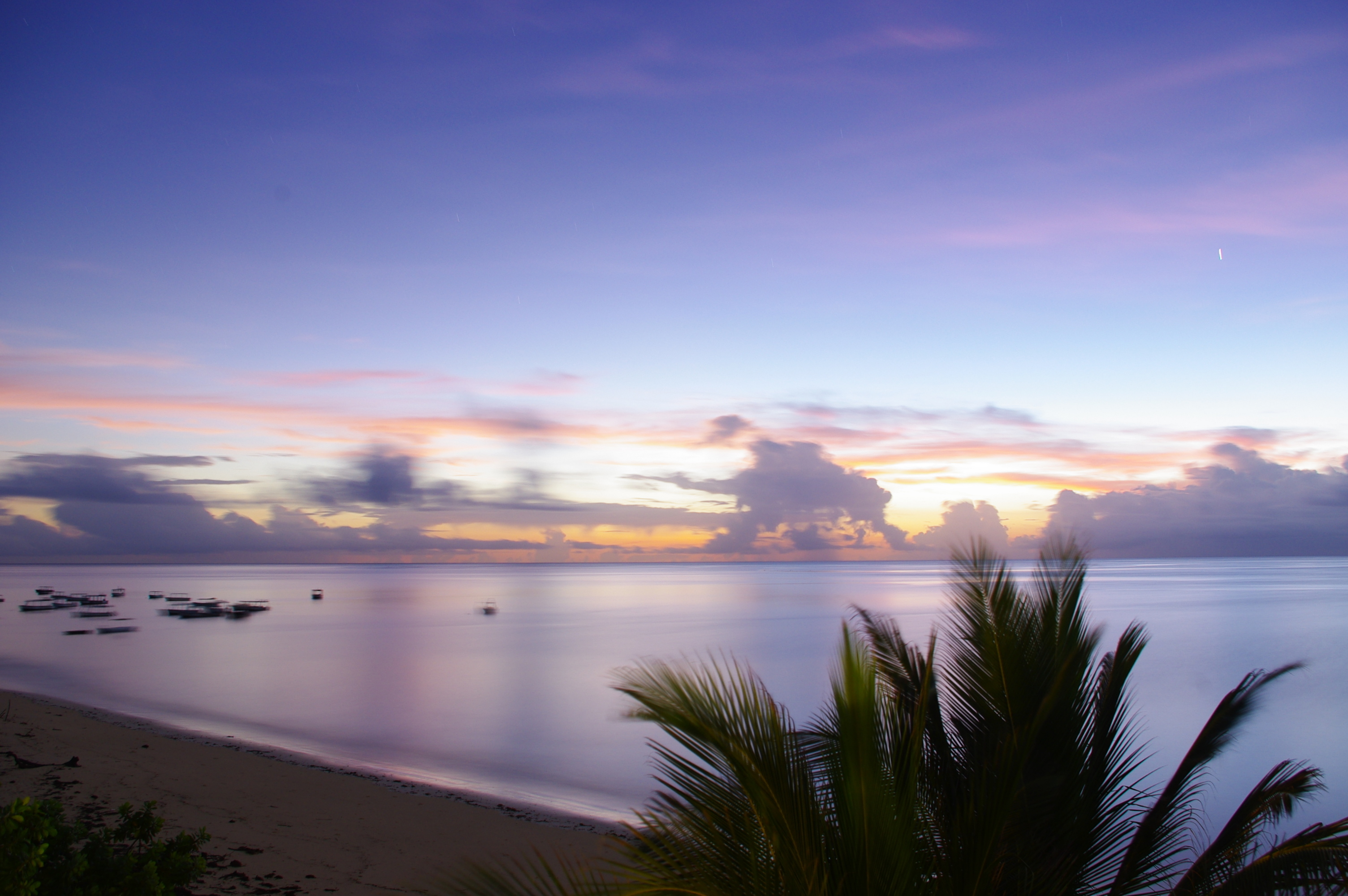
شروق الشمس من على شاطئ ماليندي

تعد السياحة الشاطئية، والسياحة البيئية، والسياحة الثقافية، والسياحة الرياضية أبرز أنواع السياحة في كينيا. عرف عدد السياح الأجانب في كينيا خلال عقد التسعينيات انخفاضا بسبب توالي جرائم القتل في صفوف السياح. بالرغم من ذلك، ظلت السياحة أبرز مصادر العملة الأجنبية إلى جانب إنتاج وتصدير البن.
بعد الانتخابات الرئاسية لعام 2007 والأزمة الكينية 2007-2008 التي أعقبتها، انخفضت إيرادات البلاد من السياحة بنسبة 54% مابين عام 2007 والربع الأول من 2008. حيث انخفضت من 17.5 مليار شيلينغ في يناير-مارس 2007 إلى 8.08 مليار شيلينغ (130.5 مليون دولار أمريكي)، كما انخفض عدد السياح بدوره من 273.000 سائح إلى 130.585 سائح.
بينما عرفت السياحة الداخلية ارتفاعا بنسبة 45%، ما أكسب القطاع السياحي عائدات تقدر ب3.65 مليار شيلينغ من أصل 8.08 مليار قيمة عائدات السياحة في تلك الفترة.
فازت كينيا بجائزة أفضل وجهة سياحية في معرض السفر العالمي في شنغهاي، الصين في أبريل 2008.

## مناطق الجذب السياحية
تتركز نسبة كبيرة من السياحة في كينيا في رحلات السفاري والجولات عبر المتنزهات الوطنية ومحميات الألعاب. بينما يأتي معظم السياح لأجل رحلات السفاري، إلى أن هناك أيضًا جوانب ثقافية في البلاد لاستكشافها في مدن مثل مومباسا ومدينة لامو الساحلية. محمية ماساي مارا الوطنية موقع يرغب معظم السياح في زيارته، حيث عادة ما يتواجد فيها شعب الماساي.

### حديقة أمبوسيلي الوطنية

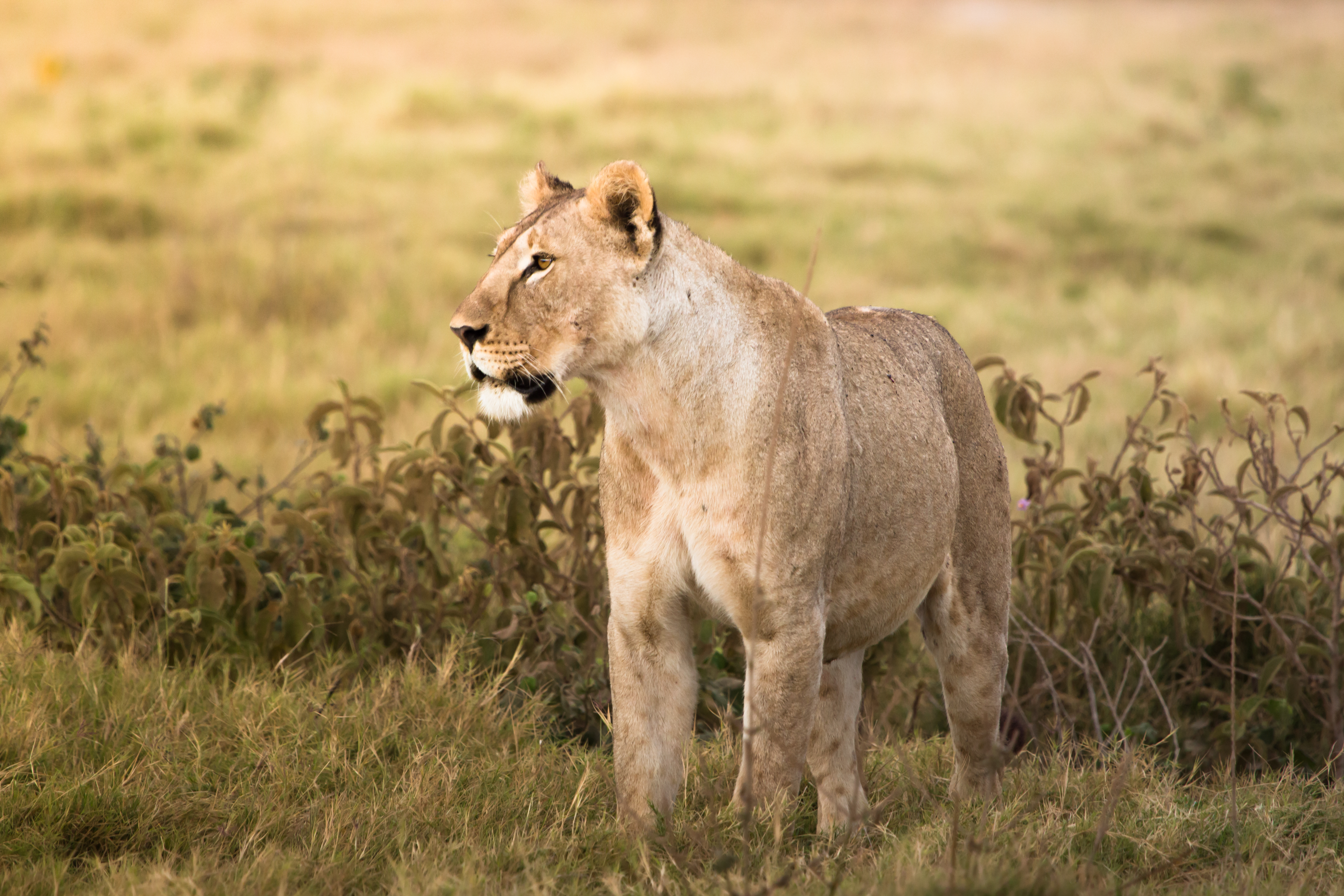
أسد من حديقة أمبوسيلي الوطنية

تقع حديقة أمبوسيلي الوطنية في مقاطعة كاجيادو في منطقة الوادي المتصدع الكبير في كينيا. تبلغ مساحة الحديقة 390 كـم2 (150 ميل2) في قلب نظام بيئي مساحته 8,000 كـم2 (3,000 ميل2) ينتشر على طول الحدود بين كينيا وتنزانيا. السكان المحليون هم بشكل رئيسي من شعب الماساي، إضافة إلى سكان المناطق الأخرى من البلاد الذين استقروا هناك حيث جذبهم الاقتصاد الناجح في المنطقة، والذي تحركه السياحة والزراعة المكثفة على طول المستنقعات التي تجعل هذه المنطقة منخفضة الأمطار (معدل 350 مليمتر (14 بوصة) في العام الواحد) واحدة من أفضل تجارب مشاهدة الحياة البرية في العالم. تحوي الحديقة اثنين من المستنقعات الرئيسية الخمسة، إضافة إلى بحيرة جافة تشكلت خلال العصر الحديث الأقرب ونباتات تتأقلم مع البيئة الشبه قاحلة.

### محمية ماساي مارا الوطنية

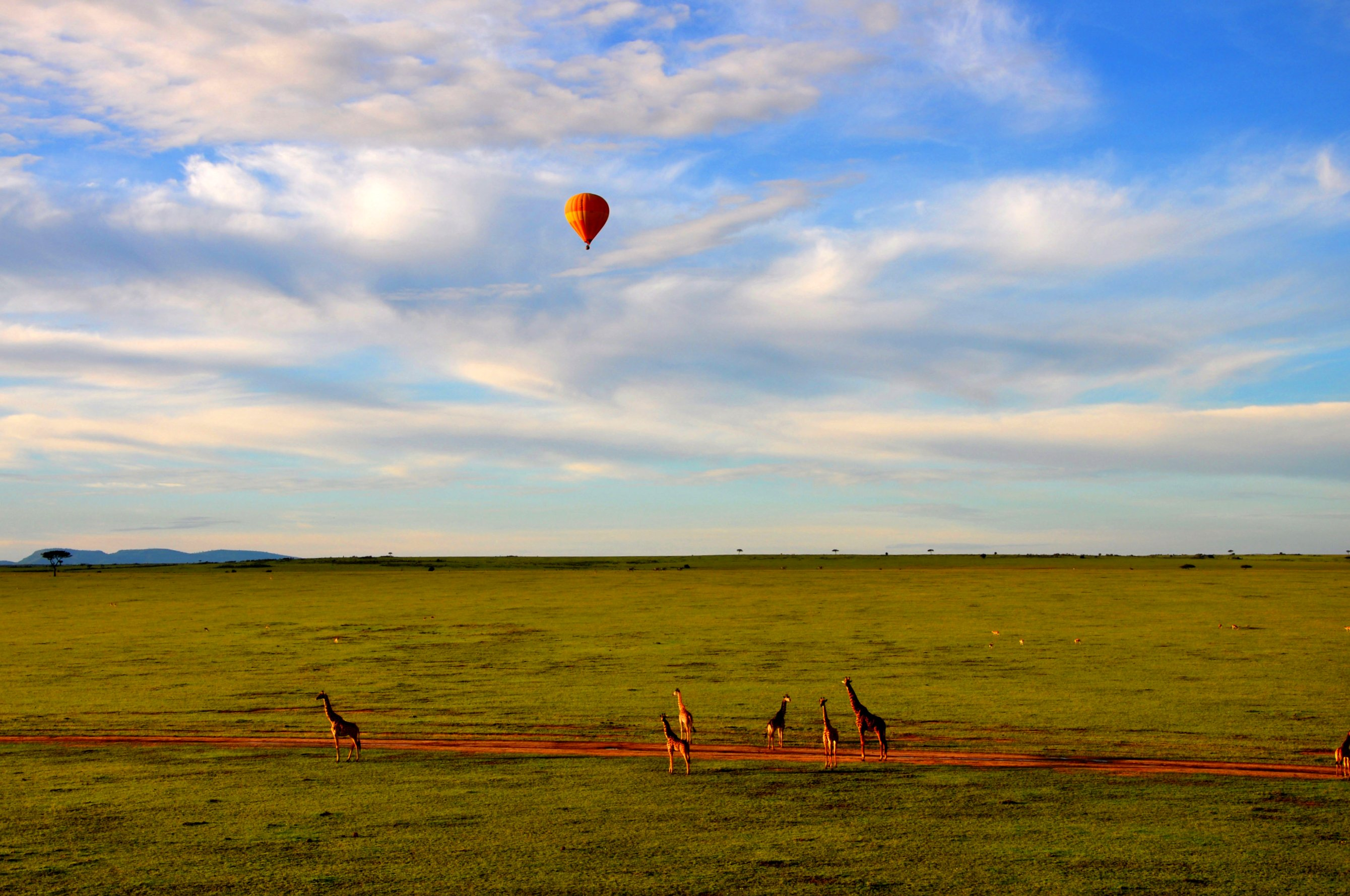
منطاد هواء ساخن في محمية ماساي مارا الوطنية

محمية ماساي مارا الوطنية (تعرف أيضا باسم ماساي مارا ولدى السكان المحليين باسم المارا) هي محمية طبيعية تقع في محافظة ناروك في كينيا. تم إنشائها عام 1961، تبلغ مساحتها الإجمالية 1,510 كـم2 (580 ميل2). المحمية مخصصة لرحلات السفاري وسياحة الصيد، وهي مشهورة عالميا بالحيوانات الموجودة فيها مثل النمور والأسود والفهود، والهجرة السنوية للحمار الوحشي وغزال طومسون والحيوانات البرية من وإلى متنزه سيرينغيتي الوطني في تنزانيا ما بين يوليو وأكتوبر من كل سنة.

### متنزه بحيرة ناكورو الوطني

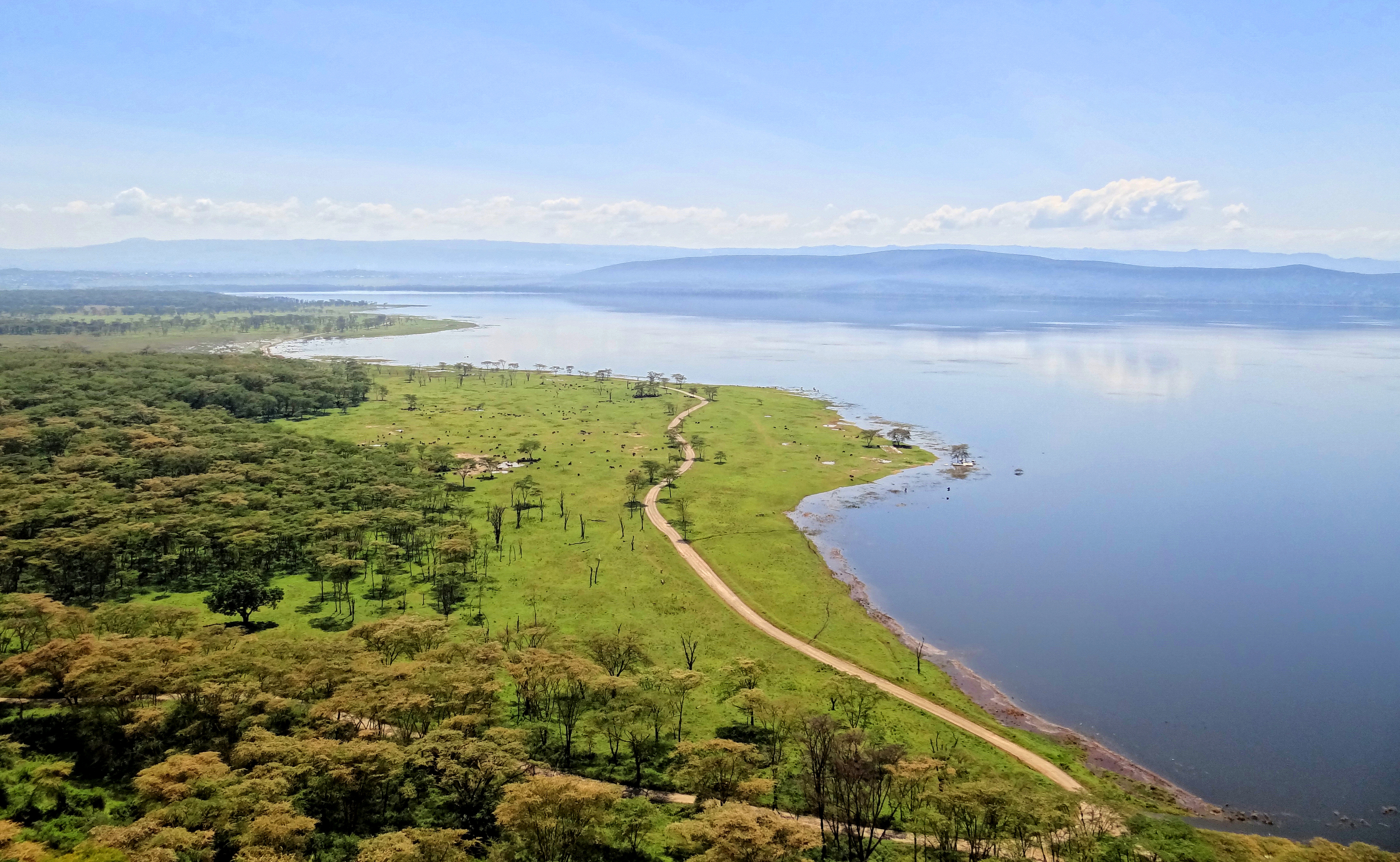
بحيرة ناكورو

### منتزه جبل كينيا الوطني

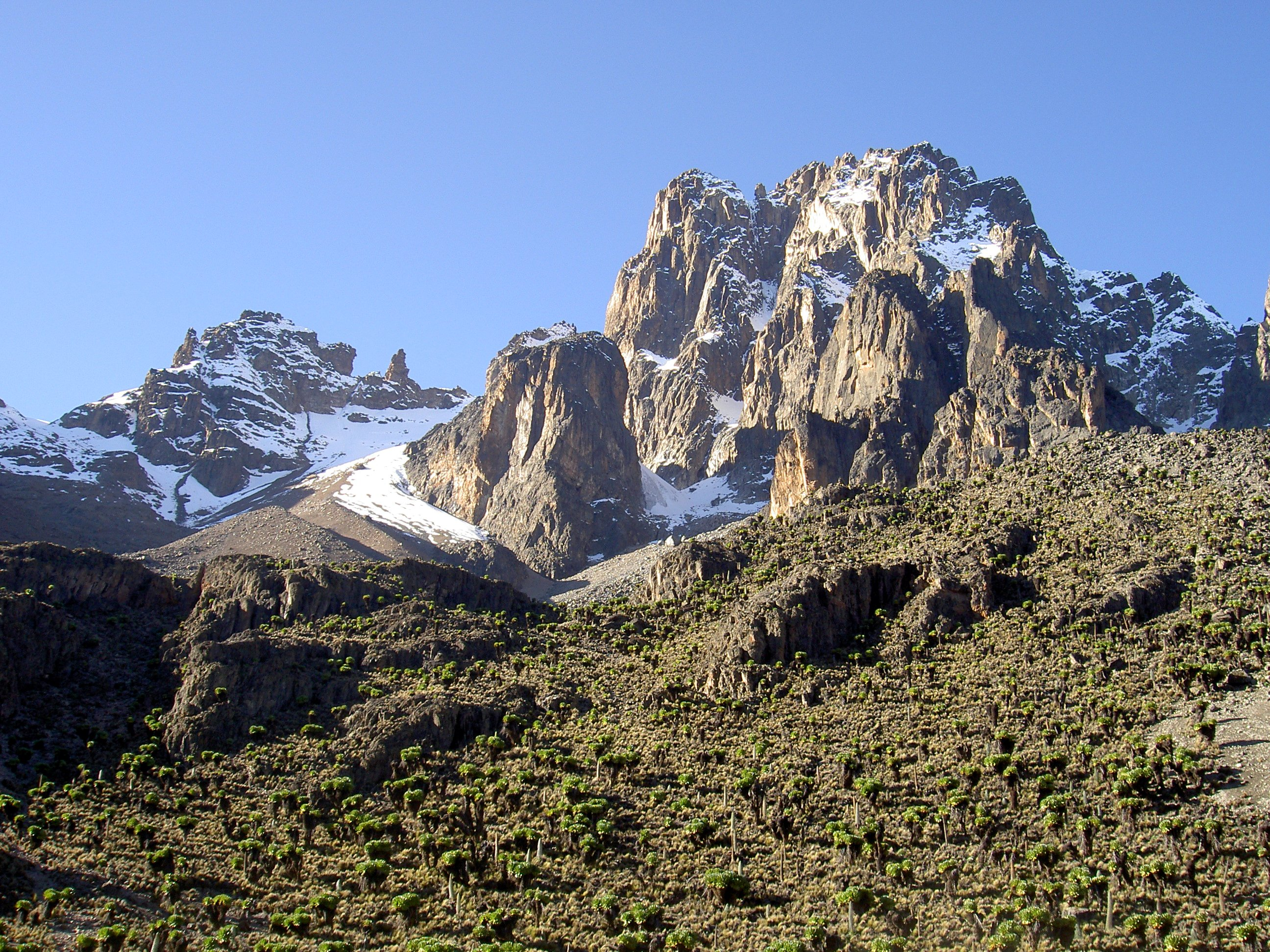
جبل كينيا

حديقة جبل كينيا الوطنية (0°07′S 37°20′E / 0.117°S 37.333°E)، تم إنشائها سنة 1949 لتحيط بجبل كينيا. في البداية كانت عبارة عن محمية غابوية قبل أن يتم جعلها حديقة وطنية. حاليا محمية الغابات تحيط بالحديقة الوطنية. في أبريل 1978، تم إدراج الحديقة كمحمية طبيعية من طرف اليونسكو. وفي 1997، تم إدراج الحديقة الوطنية والمحمية الغابوية ضمن قائمة مواقع التراث العالمي في أفريقيا من طرف اليونسكو.

### منتزه نيروبي الوطني
تعد حديقة نيروبي الوطنية أول حديقة وطنية في كينيا بعدما تم تأسيسها سنة 1946. تقع على بعد حوالي 7 كيلومتر (4 ميل) جنوب العاصمة نيروبي، ومساحتها صغيرة مقارنة بمعظم المنتزهات الوطنية في إفريقيا. يمكن رؤية ناطحات السحاب في نيروبي من الحديقة. تتوفر الحديقة على أصناف متنوعة من الحيوانات البرية، ويفصل فقط سياج بين حيوانات الحديقة والخارج. تتركز معظم الحيوانات العاشبة المهاجرة في الحديقة خلال موسم الجفاف.

## إحصائيات
في 1995، تم توفير 34,211 سرير. وقد زار كينيا 1,036,628 سائح سنة 2000 وإيرادات بلغت 257 مليون دولار أمريكي. في نفس السنة، قدرت الحكومة الأمريكية تكلفة الإقامة بنيروبي بحوالي 202 دولار لليوم الواحد، مقابل 94 دولار إلى 144 دولار في مومباسا، حسب الفترة من السنة. في 2013، أكد مجلس السياحة الأوغندي أن السياح الأوغنديين ساهموا بحوالي 66 مليون دولار سنويًا في صناعة السياحة في كينيا.

## السياحة البيئية
السياحة البيئية هي السفر المسؤول للأشخاص إلى المناطق الطبيعية مع الحرص على المحافظة على بيئة البلد المضيف وأنماط الحياة في المجتمعات المحلية داخله. هذا يختلف عن السياحة الجماعية الأكثر شيوعا، والتي تعد لأعداد أكبر من الأشخاص إلى مواقع محددة، أو "وجهات شعبية"، كالمنتجعات السياحية. غالبًا ما يتم تقديم السياحة الجماعية في عروض شاملة حيث يمكن للسائح شراء تذكرة طائرة أو فندق أو أنشطة أو طعام أو ما إلى ذلك من شركة واحدة. هذا النوع من السياحة لا يهتم عادةً بالآثار البيئية أو تغير المناخ ويضع الأعمال والعائدات على رأس أولوياته، في حين أن الهدف الرئيسي للسياحة البيئية هو الوصول إلى الحد الأدنى من التأثير على المجتمعات المحلية مع تحسين حالة رفاهيتهم. زاد نمو السياحة البيئية سنويًا بنسبة 10-15٪ في جميع أنحاء العالم، و 20٪ من تلك السياحة موجهة إلى دول الجنوب، مع زيادة بنسبة 6٪ كل عام في السياحة على وجه التحديد إلى دول العالم الثالث. أدت الحياة البرية في كينيا والمناظر الطبيعية الفريدة من نوعها إلى نمو في السياحة البيئية، وأصبح جزء كبير من اقتصادها مدعومًا بشكل أساسي الآن بالإيرادات الأجنبية التي تجلبها السياحة.

## مقالات متعلقة
- سياسة التأشيرات في كينيا
- متطلبات الحصول على تأشيرة لمواطني كينيا

## روابط خارجية
- وزارة السياحة الكينية
- مؤسسة تنمية السياحة بكينيا
- خدمة الحياة البرية الكينية
- المتحف الوطني لكينيا
- بعض من الحقائق عن كينيا